# 智頭急行HOT7000系柴油車
智頭急行HOT7000系柴聯車（ちずきゅうこうHOT7000けいきどうしゃ）是智頭急行所使用的柴油特快車。

## 概要
通過日本中國地區的山地的智頭急行智頭線與JR西日本的因美線，路線坡陡彎急，為了高速行駛，因而開發配備傾斜機構的高速柴油客車。
其名稱中的HOT乃是來自行經路線（兵庫縣，Hyogo；岡山縣，Okayama；鳥取縣，Tottori）的羅馬拼音字首。7000系則是來自單一車廂配備兩部引擎總出力約700PS。

## 構造

### 車體與主要機器
在四國旅客鐵道與鉄道總和技術研究所共同開發的JR四國2000系柴聯車上，使用了「受控制自然傾斜機制」，柴聯車的傾斜機制問題得到了解決，本型車於是採用了其發動機、轉向架、車身結構、傾斜機制等技術。
車體使用輕量化不銹鋼構造。與JR四國2000系柴聯車一樣使用了長條的連續車窗和滑塞門，但每側只有一個乘客上下車用的車門。駕駛室端面採用普通鋼。
本型車全為動力車，每部車裝配兩台小松製SA6D125H-1A柴油引擎（輸出為355 PS / 2,000 rpm），比JR四國2000系柴聯車的同型引擎輸出更大。液體變速機為液聯一段直聯兩段，目前最高營運時速為130公里。
這些改進也運用在JR四國2000系柴聯車的後期改良車上。

### 內裝
本車推出時就在前端駕駛車安裝攝影機，乘客可由車廂內的監視器上觀看車前景色。
此外，2008年11月開始在所有列車和車輛內的LED螢幕提供資訊服務（新聞/天氣預報）。

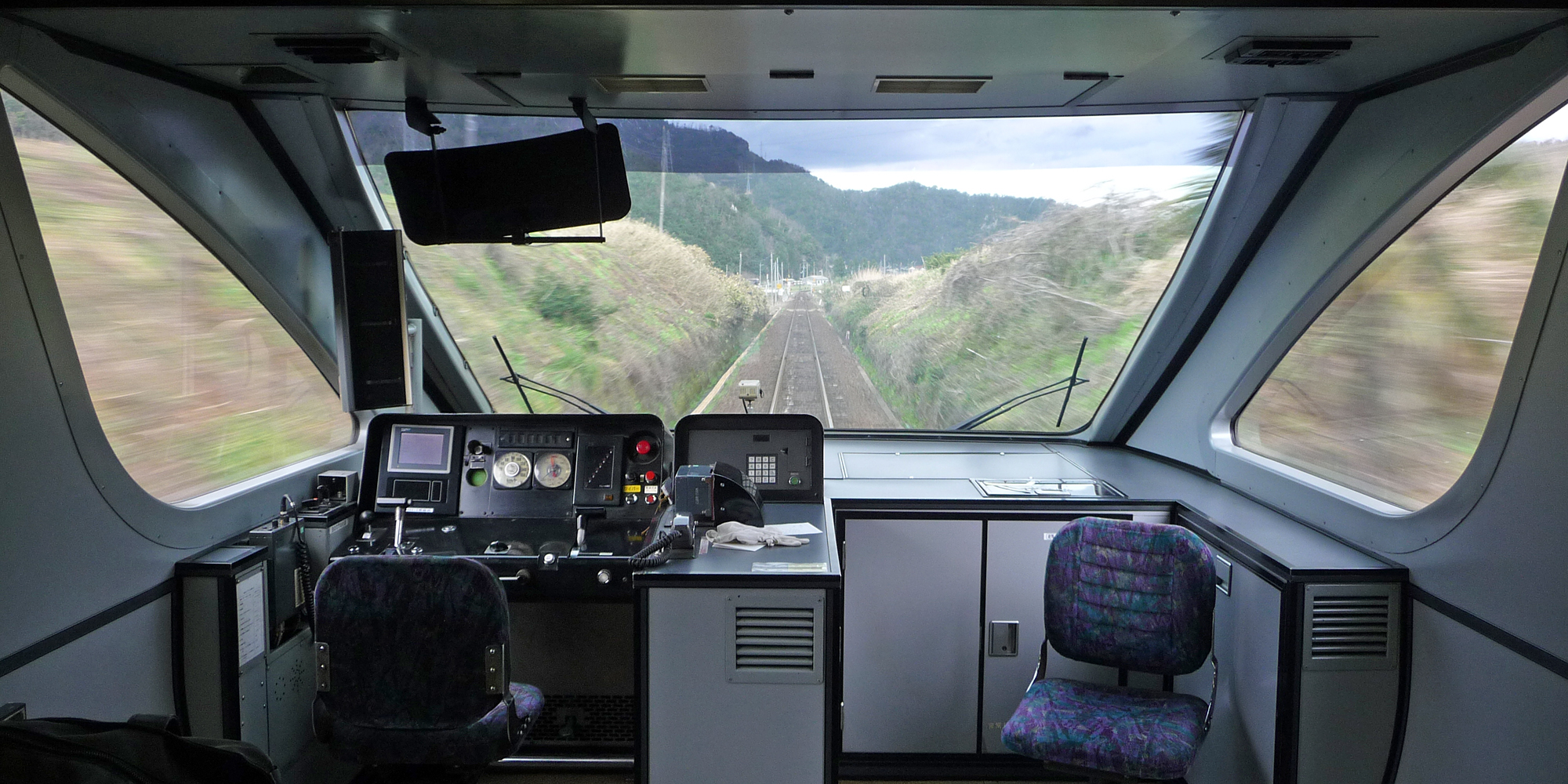
駕駛室
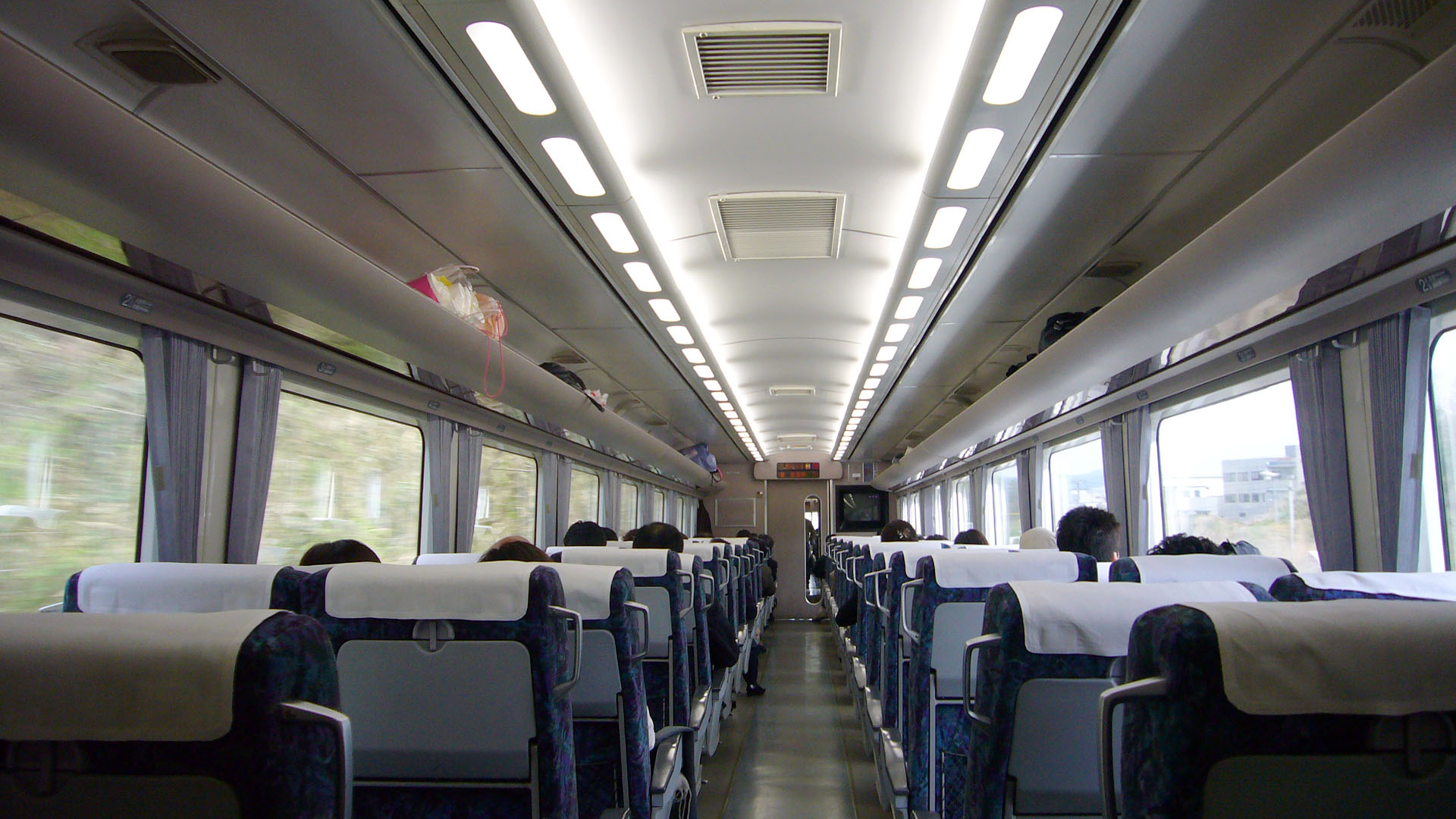
普通車廂
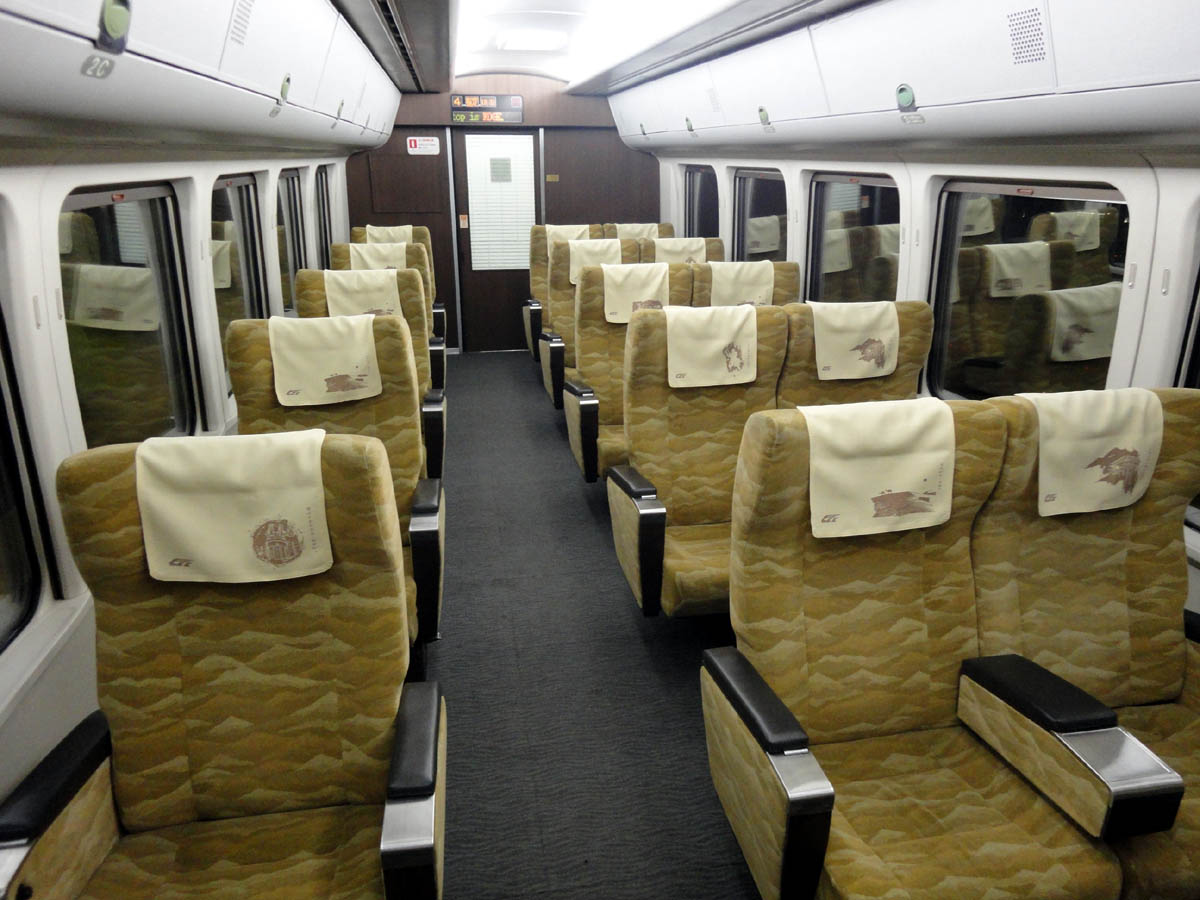
綠色車廂

### 內裝更新
2009年開始，將所有列車的座椅、內裝、盥洗室進行更新。2009年6月起原位於第 1、5 車的吸煙室停止使用，全車禁菸。拆除了HOT7010與HOT7020型車上的電話，改裝飲料自動販賣機。
2016年春天內裝再度更新，在第1、5車設置了大型的行李置放空間，第5車設置多用途室，靠窗座位增設充電座，並加裝溫水沖洗馬桶座與更換小便池（第2至4車）。車身和車內的LED螢幕（用於顯示下一站與旅遊資訊）也從3色LED更新為全彩LED。

## 形式與編組
本型車共有六種形式，最初皆為單一等級普通車廂，後於1997年推出綠色／普通車廂合造車HOT7050形。先頭駕駛車無廁所。
截至2003年，富士重工共生產了34輛本型車。
| HOT 7010形 | HOT 7030形 | HOT 7030形 | HOT 7040形 | HOT 7000形 | 完工日期      |
| ---------- | ---------- | ---------- | ---------- | ---------- | ------------- |
| 7011       | 7031       | 7032       | 7041       | 7001       | 1994年9月11日 |
| 7012       | 7033       | 7034       | 7042       | 7002       | 1994年9月17日 |
| HOT 7020形 | HOT 7020形 | HOT 7040形 |            |            | 完工日期      |
| 7021       | 7022       | 7043       |            |            | 1994年9月19日 |
| HOT 7010形 | HOT 7030形 | HOT 7040形 | HOT 7040形 | HOT 7000形 | 完工日期      |
| 7013       | 7035       | 7044       | 7045       | 7003       | 1997年2月28日 |
| HOT 7020形 |            |            |            |            | 完工日期      |
| 7023       |            |            |            |            | 1997年2月28日 |
| HOT 7050形 |            |            |            |            | 完工日期      |
| 7051       |            |            |            |            | 1997年8月1日  |
| 7052       |            |            |            |            | 1997年8月1日  |
| 7053       |            |            |            |            | 1997年8月1日  |
| 7054       |            |            |            |            | 1997年8月1日  |
| HOT 7010形 | HOT 7050形 | HOT 7000形 |            |            | 完工日期      |
| 7014       | 7055       | 7004       |            |            | 1997年8月27日 |
| HOT 7010形 | HOT 7030形 | HOT 7040形 | HOT 7050形 | HOT 7000形 | 完工日期      |
| 7015       | 7036       | 7046       | 7056       | 7005       | 2002年9月30日 |
| HOT 7030形 | HOT 7040形 | HOT 7040形 |            |            | 完工日期      |
| 7037       | 7047       | 7048       |            |            | 2002年9月30日 |

HOT7000形 (Mc1)
無貫通車門的駕駛車，為普通車廂，設有多功能室與行李置放空間，座位44位，位於編組的京都端，編號7001-7005，共五輛。
HOT7010形 (Mc1')
無貫通車門的駕駛車，為普通車廂，設有自動販賣機與行李置放空間，座位44位，位於編組的鳥取／倉吉端，編號7011-7015，共五輛。
HOT7020形 (Mc2)
有貫通車門的駕駛車，在編組中位置不限，駕駛室後方就是客艙，為普通車廂，座位49位。編號7021-7023，共三輛。
HOT7030形 (M1)
位於編組中間的普通車廂，座位60位，設有西式盥洗室，有溫水洗淨馬桶座，車號7031 - 7037，共七輛。
HOT7040形 (M2)
位於編組中間的普通車廂，座位58位，設有西式無障礙盥洗室，有溫水洗淨馬桶座，車號7041 - 7048，共八輛。
HOT7050形 (Mhs)
位於編組中間的綠色／普通車廂合造車，座位為綠色車廂18位、普通車廂24位，設有西式無障礙盥洗室，有溫水洗淨馬桶座，車號7051 - 7056，共六輛。

一般編組為五輛編成（如下表；Mc1、Mc1'、M1可以用Mc2取代）。乘客較多的時候，在第2號車與第3號車之間插入一輛「增2號」車（可以是Mc2、M1、M2），而為六輛編組。最初曾經開行七輛車編組的列車，但因為郡家站月台有效長度限制而縮短編組。
| ←倉吉・鳥取方向京都方向→ |            |            |            |            |
| HOT 7010形               | HOT 7030形 | HOT 7040形 | HOT 7050形 | HOT 7000形 |

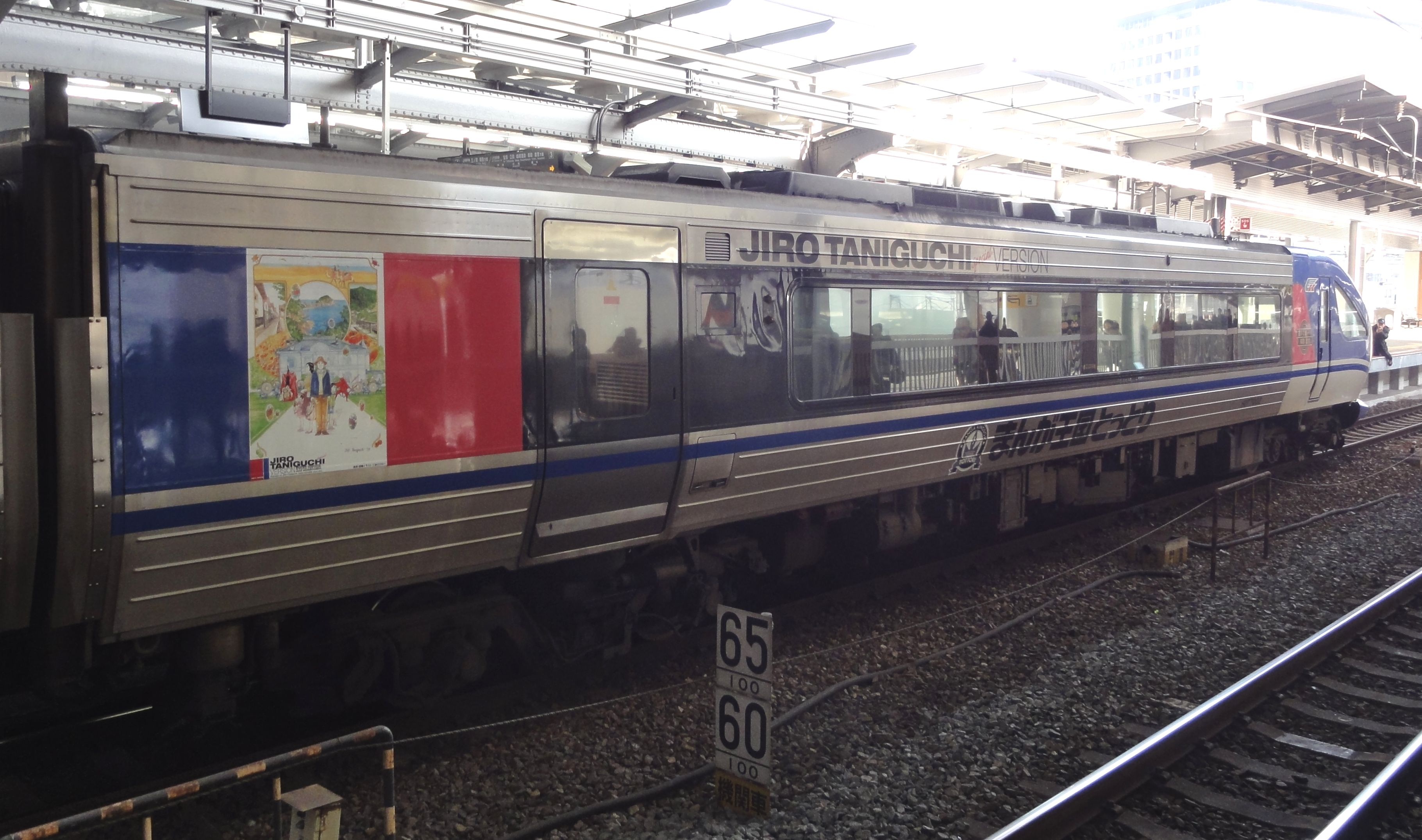
HOT7000形
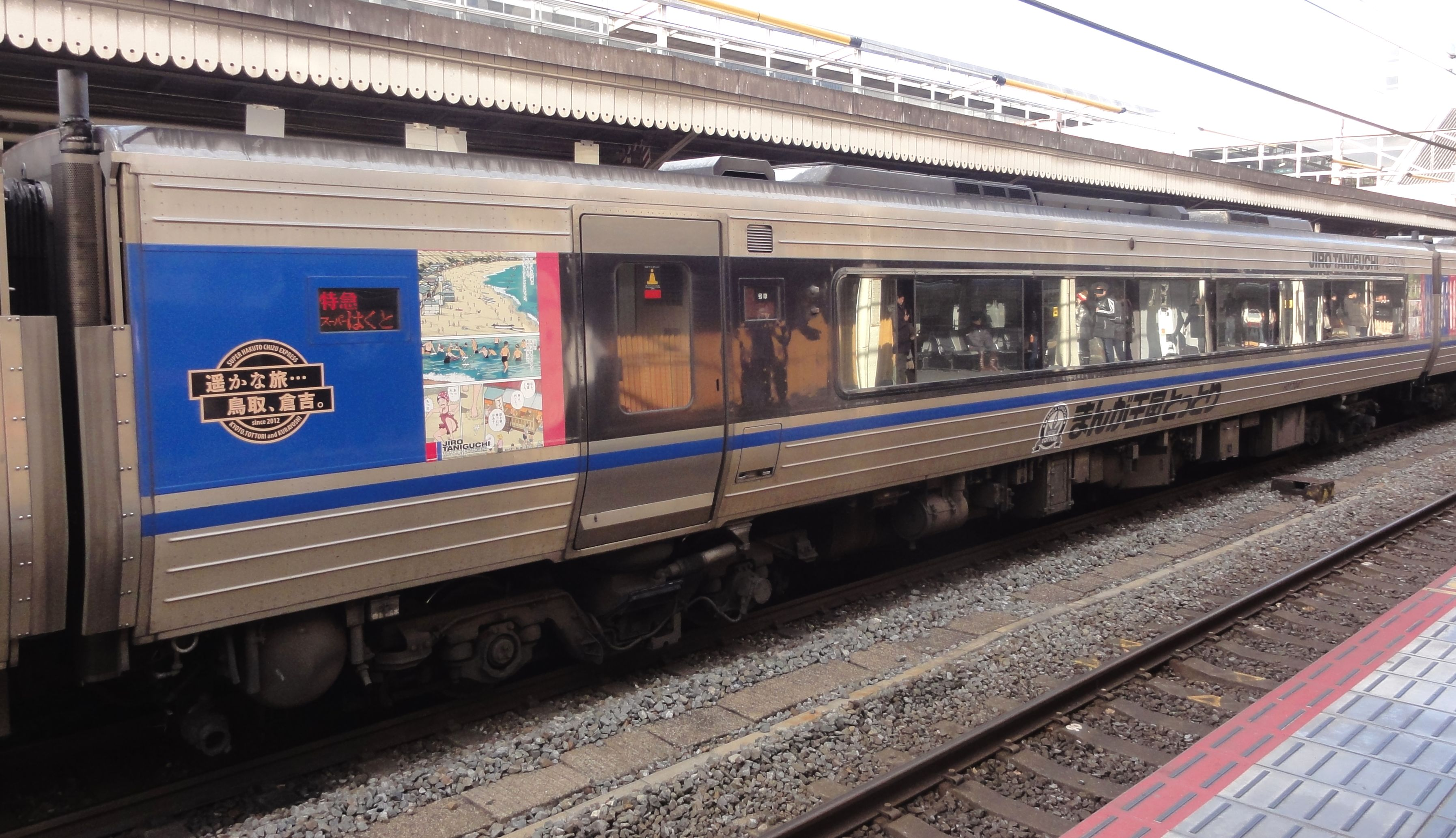
HOT7040形
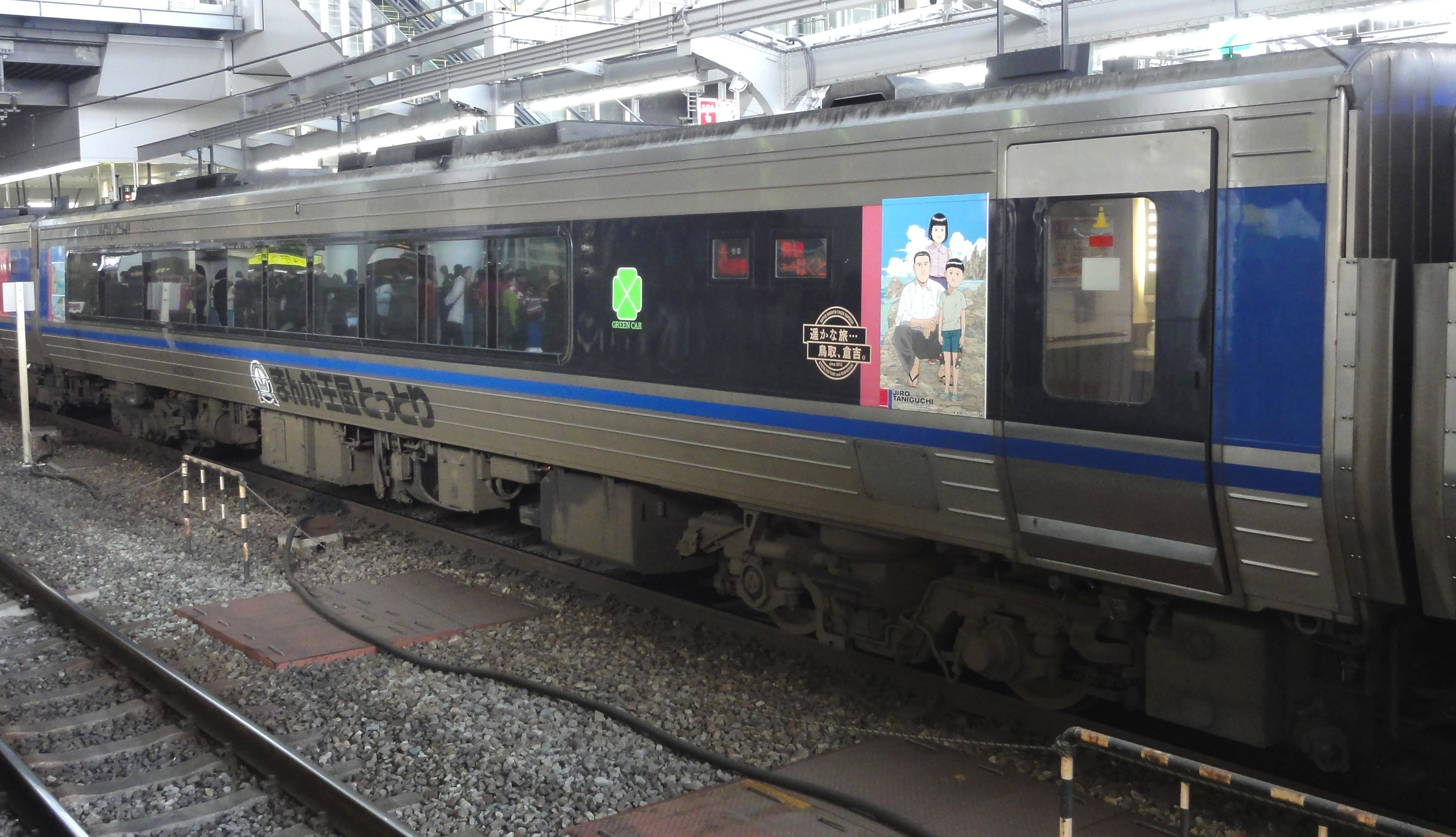
HOT7050形
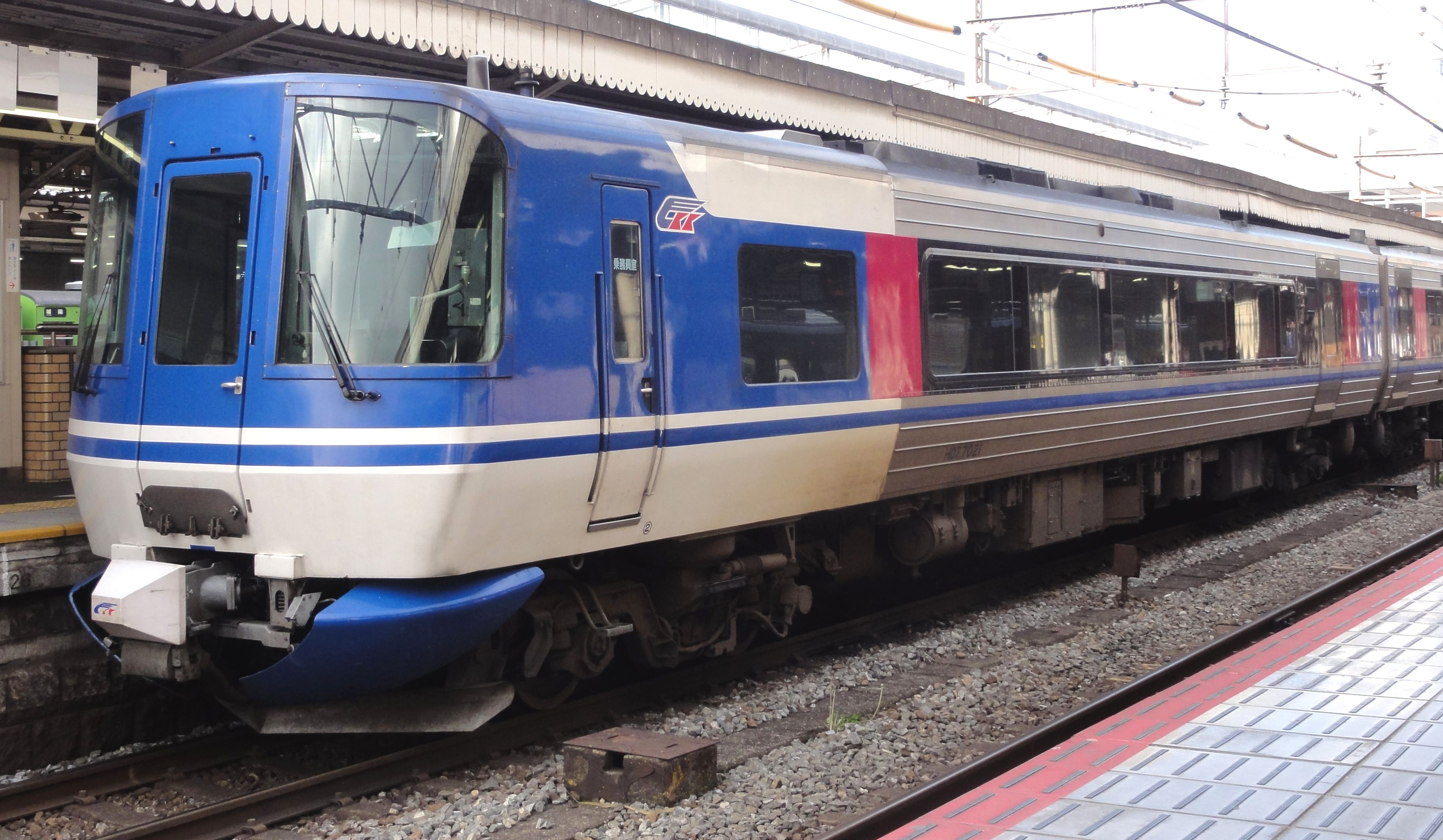
HOT7020形

1994年12月3日行駛超級白兔號時共有13輛車，編成兩個五車編組，另有加掛用的三輛車。
|              | ←倉吉・鳥取方向新大阪方向→ |            |            |            |            |
| 五車編組 2組 | HOT 7010形                 | HOT 7030形 | HOT 7030形 | HOT 7040形 | HOT 7000形 |
| 加掛用 3輛   | HOT 7020形                 | HOT 7020形 | HOT 7040形 |            |            |

## 配屬與運用

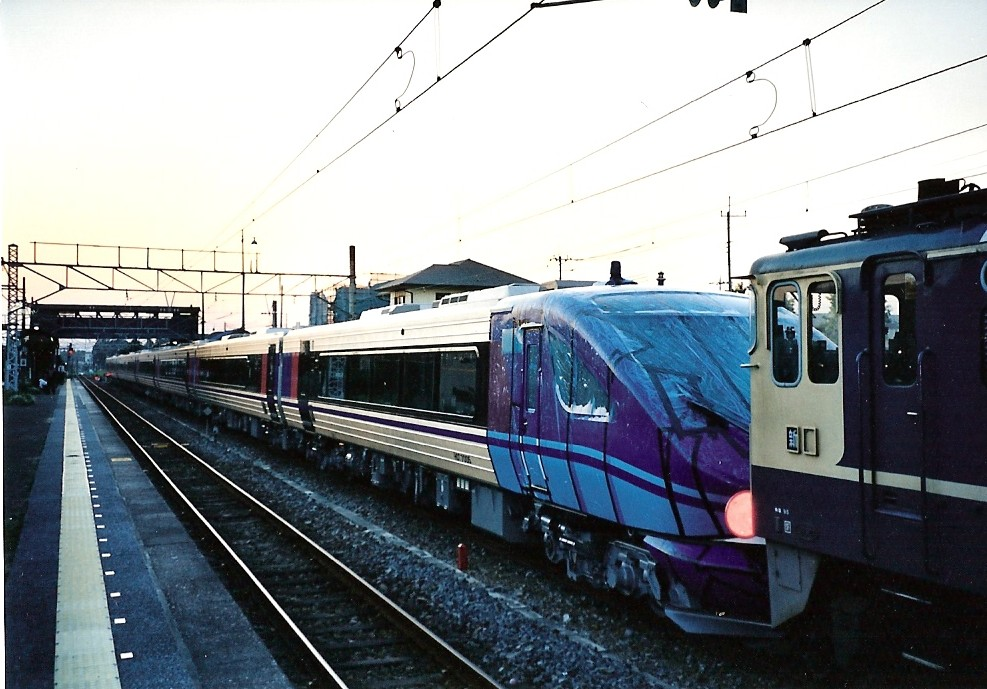
HOT7000系列車的回送，鶴田站

1994年12月3日，智頭急行線開始以本型車行駛特急「超級白兔」。
- JR西日本
  - 東海道本線・山陽本線（JR京都線；JR神戶線的一部份）：京都 - 上郡間
  - 因美線：智頭 - 鳥取間
  - 山陰本線：鳥取 - 倉吉間
- 智頭急行
  - 智頭線：全線

雖然名義上配屬於智頭急行的大原基地，但實際上常駐於JR西日本米子支社鳥取鐵道部西鳥取車輛支部，也委託由JR西日本管理。

### 開始營運前
1994年10月30日在大阪與神戶車站，11月3日在大阪車站，進行了公開展示，並於同年11月20日在大阪與大原間舉辦了試乘會。

### 阪神大地震的影響
1995年1月17日的阪神大地震導致東海道本線、山陽本線在神戶中斷。當時HOT7000系被用來行駛姬路到和田山之間的快速列車。後於1月23日起復駛姬路-鳥取區間，4月1日起新大阪-鳥取之間的「超級白兔號」恢復行駛。